# Равне над Шентрупертом
Равне над Шентрупертом (словен. Ravne nad Šentrupertom) је насељено место у општини Шентруперт, регија Југоисточна Словенија, Словенија.

## Историја
До територијалне реорганизације у Словенији било је у саставу старе општине Литија.

## Становништво
У попису становништва из 2011. године, Равне над Шентрупертом је имало 37 становника.
| Број становника према пописима | Број становника према пописима | Број становника према пописима |
| ------------------------------ | ------------------------------ | ------------------------------ |
| 1991                           | 2002                           | 2011                           |
| 48                             | 34                             | 37                             |

Напомена: До 1953. исказивано под именом Равне.